# Río San Juan (Colombie-Équateur)
Pour les articles homonymes, voir Río San Juan.
Le río San Juan est une rivière de Colombie et d'Équateur.

## Géographie
Le río San Juan prend sa source en Colombie dans le nœud de los Pastos, dans le département de Nariño. Il coule ensuite vers le nord-ouest, avant de rejoindre le Río Mira, qui lui-même se jette dans l'océan Pacifique.
Sur la plus grande partie de sa longueur, le río San Juan marque la frontière entre la Colombie et l'Équateur.